# EuroVelo 5
EuroVelo 5 (EV 5), detta anche la via Romea Francigena, è una pista ciclabile parte della rete del programma europeo EuroVelo. Lunga 3.900 chilometri, una volta terminata, dovrebbe unire Londra a Brindisi, passando per Milano e Roma, ricalcando in parte il percorso della via Francigena.